# Hossein Fahmideh

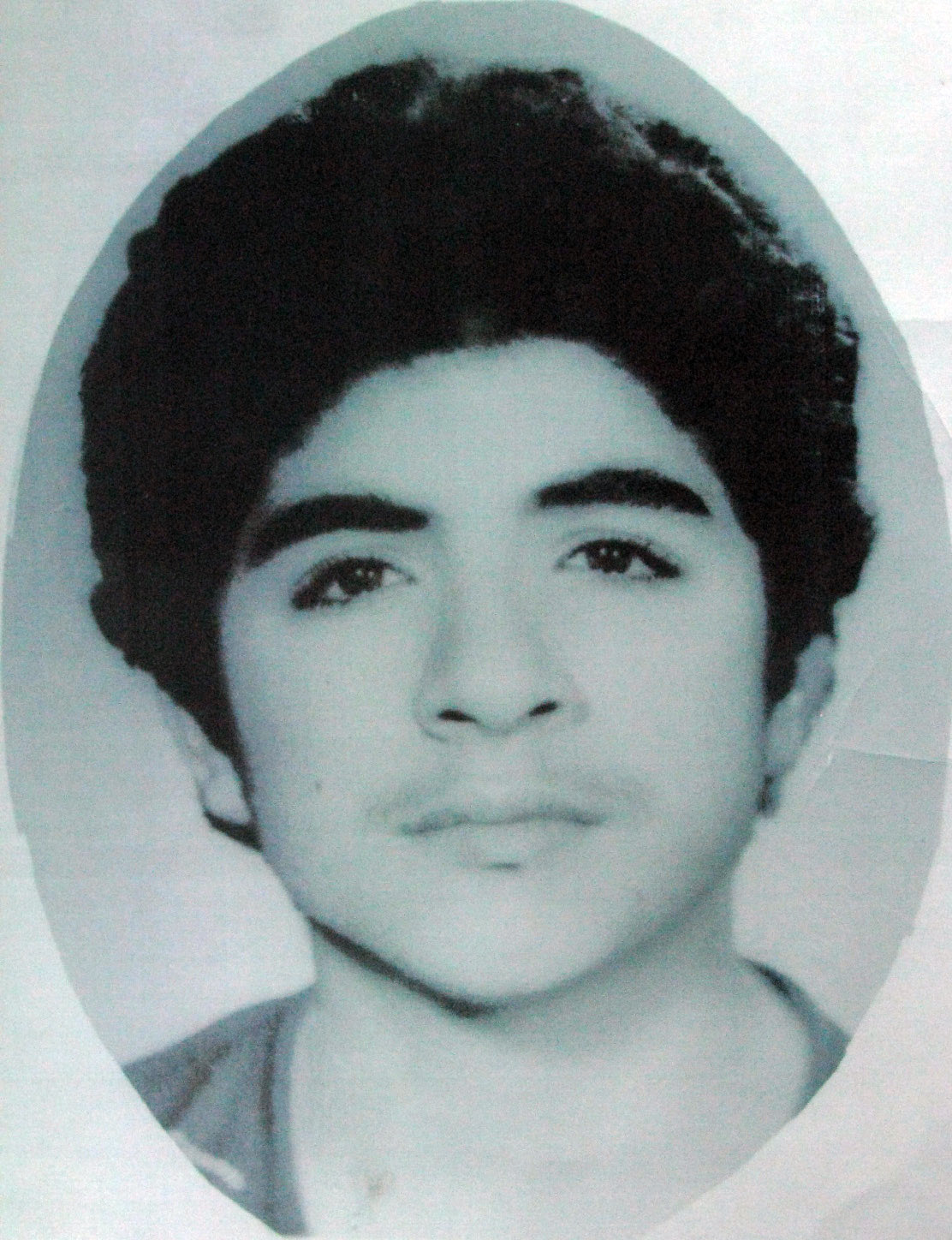
Mutmaßlich Hossein Fahmideh

Hossein Fahmideh (* 1966 oder 1967 in Pamenar (Iran); † 10. November 1980 in Chorramschahr) war ein iranischer Kindersoldat, der – nach offiziellen Quellen – sich im Ersten Golfkrieg in der Schlacht von Chorramschahr mit Handgranaten vor einen irakischen Panzer warf, diesen sprengte und dabei getötet wurde.

## Vorfall
Nach iranischen Angaben soll Hossein Fahmideh das dritte von sieben/acht Kindern der Familie Fahmideh gewesen sein. Eine Woche vor Kriegsbeginn wurde er als Freiwilliger an die Grenze zum Irak geschickt. Nach Kriegsbeginn rückten irakische Panzer in die Stadt Chorramschahr vor. Bei den Kämpfen wurde er am Bein verletzt, dann nahm er Handgranaten in die Hände und warf sich unter einen angreifenden irakischen Panzer und zerstörte diesen, so die offizielle Lesart.

## Instrumentalisierung
Die schleppende Mobilmachung der iranischen Truppen, insbesondere an Freiwilligen, veranlasste Ajatollah Ruhollah Chomeini  1981 zu einer Ansprache an das Volk:

„In diesem heiligen Krieg versuchen die Teufel der Fünften Kolonne euch mit dem Mangel an Benzin, Heizmaterial, Zucker und Fett zu ködern – sterben unsere Söhne denn nur für Benzin und Zucker? Sterben sie nicht vielmehr für den Islam und unsere heldenhafte Nation? Wollt ihr etwa dem Islam und der Nation nur dienen, damit ihr euch die Bäuche füllen könnt? Ich preise jenen zwölfjährigen Helden, der sich Handgranaten um den Leib band und sich unter die Panzer des Teufels Saddam warf.“

„Unser Führer ist der zwölfjährige Junge der sich selbst mit seinem kleinen Herz gegen den Feind stemmte. Er ist mehr wert als 100 Stifte und 100 Zungen.“

Alle Schüler ab dem achten Schuljahr erhielten danach eine militärische Ausbildung. Die geeignetsten Schüler bzw. Freiwilligen wurden von der Organisation der Basidsch übernommen und kamen erstmals gezielt 1982 bei der iranischen Gegenoffensive zum Einsatz.

## Nachwirkungen
Die Idealisierung der Handlung Hossein Fahmidehs wurde auf Wandplakaten der iranischen Bevölkerung vorgeführt. Im Hintergrund erscheint stets Ruhollah Chomeini. In iranischen Schülbüchern (aus dem Jahre 2004) wird das Thema „Fahmideh und seine Tat“ intensiv behandelt. Fahmidehs Märtyrerschaft wird in eine Linie zu Imam Ali und weiteren Unfehlbaren der Zwölferschiiten gebracht. Sein Tod wurde nicht nur in den iranischen Medien als Vorbild gepriesen, sondern auch mit einer Briefmarke geehrt.
Darüber hinaus wird ein Pokal mit dem Abbild des Jungen gespendet, der der besten iranische Mannschaft in der ersten iranischen Liga verliehen wird.
Aus Anlass der Aufopferung Hossein Fahmidehs ernannte Ali Chamenei den 30. Oktober zum „Tag der Basidsch“.

## Westliche Rezeption
Robert Baer beschreibt die Tat Hossein Fahmidehs nicht vom Standpunkt des Soldaten oder Märtyrers, sondern von einer anderen Perspektive und bezeichnet ihn als „ersten Selbstmordattentäter“. In seinem Film „The Cult of the Suicide Bomber“ (2005) kommt dies ebenfalls zur Sprache.